# Thricops simplex
Thricops simplex är en tvåvingeart som först beskrevs av Christian Rudolph Wilhelm Wiedemann 1817.  Thricops simplex ingår i släktet Thricops, och familjen husflugor. Arten är reproducerande i Sverige.